# Anaectocalyx
Anaectocalyx es un género  de plantas con flores pertenecientes a la familia Melastomataceae. Es originario de Sudamérica.  Comprende 3 especies descritas.

## Taxonomía
El género fue descrito por José Jerónimo Triana y publicado en Genera Plantarum 1: 765, en el año 1867.

## Especies
| - Anaectocalyx bracteosa - Anaectocalyx latifolia - Anaectocalyx manarae |